# 窓の手 (漫画)
『窓の手』（まどのて）は、漫画家・つげ義春による日本の漫画作品。1980年3月に、『カスタムコミック』（日本文芸社）に発表した24頁の中編漫画作品である。つげ作品には珍しく、「戦後」が舞台であり、一連の「夢もの」の中でも、シュールで異質な光彩を放っている。

## 概要

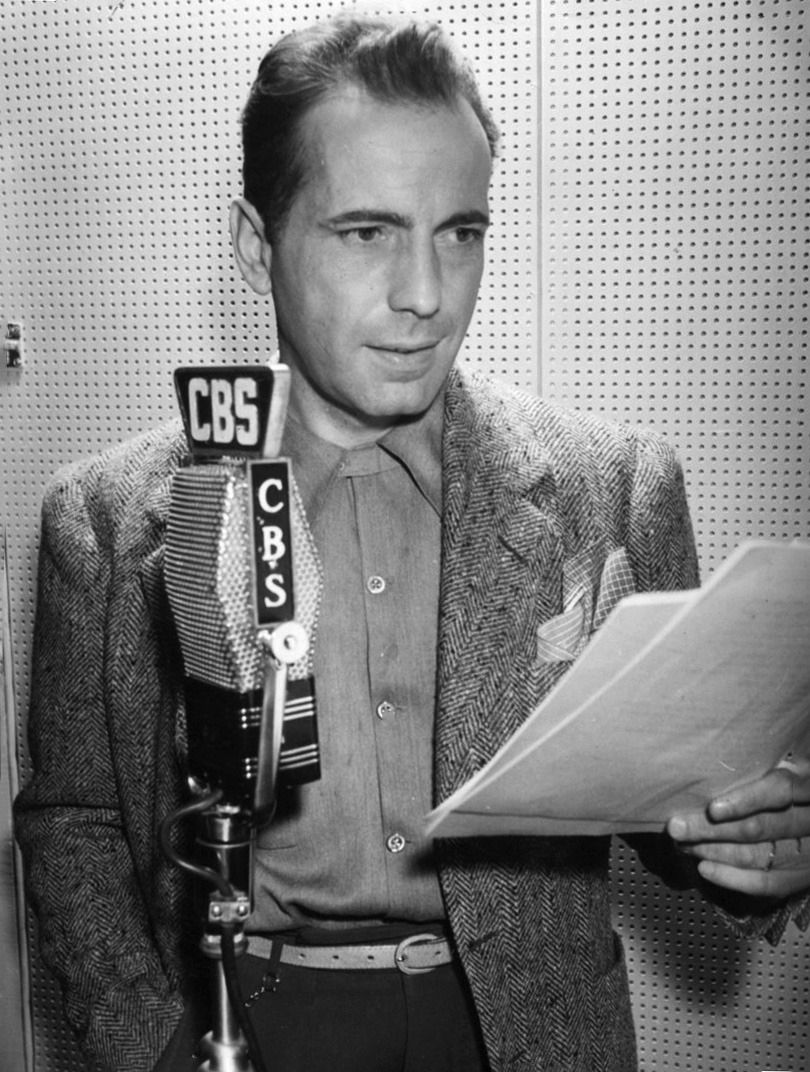
サンダーソン中尉のモデルとなったハンフリー・ボガート

つげの「夢もの」に属する作品で、かなり夢に忠実に描かれた。つげ自身、内容的に良くなる予感がし、力が入った作品の一つ。最初の「夢もの」である『夢の散歩』（1972年4月）、1976年に発表された『夜が掴む』などに続く夢に題材を求めた作品だが、それまでの夢ものとは内容的にも絵のタッチもまったく変え、夢以外のものを描くときのオーソドックスな手法に戻っている。これは、ストーリーに絵を合わせたためとつげ自身は説明している。夢の中でも荒唐無稽が少なく、シリアスであり、また戦後風景であったために精密に描くのがふさわしいと判断したためで、政治批判とまでは言わないが、多少そういう意識はあったと話している。単なる夢の再現では終わらせたくはなかったが、特に何を描こうという強いテーマ意識などはなかった。
絵ではかなり苦心しており、写真を参考に外人の顔は、戦後の日本の子供たちのアメリカのイメージであったハンフリー・ボガートの顔を描いた。権藤晋に、ジョン・ウェインやグレゴリー・ペックではないのか？と突っ込まれ、自分にとって映画のイメージでは、なぜかボガートだったと話している。これは、ボガートがそんなにカッコいい役柄ではなく、少し屈折している点があり、それが出ていると話している。権藤は、グレゴリー・ペックやゲリー・クーパーは陽性だが、ボガートは陰性だから、つげが親しみを感じるのではないか、ボガードに自分を重ねているのではないかと指摘しているが、つげは否定している。
元になる夢は、最初から漫画化するつもりであったために『夢日記』には収録されなかった。権藤晋が弟のつげ忠男を意識したのではないかと指摘したのに対し、つげはそれは全くなかったが、戦争批判を表層的にとらえるのは嫌いだ。政治知識や知性のない庶民は深層で何か深い傷を負っているのではないかという気がする。なぜ、この夢をみたのか理解できないが、戦争や戦後が自分自身の深層心理に及ぼした影響が出ているのではと自己分析している。
主人公とグロリアの入れ歯が合致するのは、性器の結合の暗示のようだが、もっと深い男と女の関係のような気がして、哀切に描きたかったと発言している。

## 評価
- 権藤晋 - わずか24頁とは思えない、「大作」だ。戦後という情景を克明に描こうとしており、まるでつげ忠男の作品のようだ。この作品では微笑んでしまうシーンが全くなく、100%シリアスだ。忘れがたい重いラストシーンだが、ストーリーも絵もつげ忠男を意識しているように見える。この時期につげがシリアスに書こうとしたのは何だろうと推測が働く。表面上、全くユーモアがないのは『ゲンセンカン主人』と『やなぎ屋主人』くらいで、といってもそれらにはユーモアも潜んでいるのだが、『窓の手』にはそれすらない。きちきち展開していて、それが長く感じさせる[3]。
- 近藤ようこ - 夢は見ている間は現実より生々しいが、絵にしようとすると、とたんにぼんやりする。努力して描いても、もはや夢とは別のものになっている。それでも人は自分の夢を再現したいし、他人の夢を覗きたい。『外のふくらみ』のぼんやりした恐怖と『窓の手』のリアルな悲しみ、どちらも捨てがたい。グロリアの手が泣いている。こんな表現は漫画にしかできない[4]。
- 久保隆 - それまでの夢作品では、必ずといっていいほど描かれる直截的なエロス性が、この作品にないことも、異彩をもたらしている。「主人公とグロリアの入れ歯が合致する」ということが、つげ自身によれば、エロス性の象徴ということになるようだが、わたしは、むしろ、終景の〝窓の手〟の別れを惜しむ手の動きの方に、哀切感とともに、奇妙なエロス性を感受した。それは、かなり意識的に書き込まれたシークエンスだったといっていい。だからこそ、2人を、「もっと深い男女の関係のような気もして、哀切に描きたかったですね」と、つげ自身は述べているのだ[2]。

## あらすじ
ビルの窓枠から女の両手首が生えた。その原因を探る男たちの前に復員兵姿の男が立った。そして、「グロリア」と叫んだ。男は戦後上陸したアメリカ軍によってスパイに仕立て上げられた。仲間にグロリアがいた。いつも孤独そうにしていたグロリアが行方不明になった。米軍が撤収して男は失業した。グロリアも帰国したものと思っていたが、異国の地でこっそり死んでいたようだった。職を求めて立ち去る男に向かって、窓の手が必死に別れを惜しんだ。